# Héros de guerre (film, 1961)
Pour les articles homonymes, voir Héros de guerre.
Pour plus de détails, voir Fiche technique et Distribution.
Héros de guerre (War Is Hell) est un film américain de guerre réalisé et produit par Burt Topper, sorti en 1963.

## Synopsis
Pendant la Guerre de Corée, le sergent Garth, un chef cruel, néglige de dire à ses soldats qu'il y a un cessez-le-feu. Il envoie son unité attaquer un bunker ennemi.

## Fiche technique
- Titre français : Héros de guerre[1]
- Titre original : War Is Hell
- Réalisation : Burt Topper
- Scénario : Burt Topper
- Image : Jacques Marquette
- Musique : Ronald Stein
- Montage : Ace Herman
- Durée : 81 minutes
- Dates de sortie :
  - Japon : 26 septembre 1961
  - France : 2 mars 1962
  - États-Unis: 23 octobre 1963

## Distribution
- Baynes Barron : Sgt. Garth
- Michael Bell : Seldon
- Bobby Byles : Gresler
- Wally Campo : Laney
- Kei Thin Chung : Lieutenant coréen
- J.J. Dahner : Koller
- Judy Dan : Yung Chi Thomas
- Robert Howard : Connors
- Audie Murphy : Narrateur

## Dans la culture populaire
Héros de guerre est un des deux films qui étaient projetés au Texas Theatre de Dallas au moment de l'arrestation de Lee Harvey Oswald le 22 novembre 1963.